# Henri Galau
Henri Galau (ur. 18 lipca 1897 w Villefranche-de-Conflent, zm. 1 lutego 1950 w Tuluzie) – francuski rugbysta grający na pozycji łącznika ataku, olimpijczyk, zdobywca srebrnego medalu w turnieju rugby union na Letnich Igrzyskach Olimpijskich w 1924 roku w Paryżu, mistrz Francji w latach 1922, 1923 i 1924.

## Kariera sportowa
W trakcie kariery sportowej reprezentował klub Stade Toulousain, z którym zdobył tytuł mistrza Francji w latach 1922, 1923, 1924 oraz wystąpił w finale w 1921 roku.
Z reprezentacją Francji zagrał w turnieju rugby union na Letnich Igrzyskach Olimpijskich 1924. Wystąpił w jednym meczu tych zawodów – 18 maja Francuzi przegrali z USA 3–17. Wygrywając z Rumunami, lecz przegrywając z USA zajęli w turnieju drugie miejsce zdobywając tym samym srebrne medale igrzysk.
W reprezentacji Francji w roku 1924 rozegrał łącznie 5 spotkań zdobywając 6 punktów.